# Воля (комікс)
«Воля: The Will» — серія українських фантастичних графічних романів у жанрі альтернативної історії та дизельпанку, події яких розгортаються на фоні розквіту Української Держави 1917—1920-х років. За словами В'ячеслава Бугайова, ідея створення коміксу виникла через недостатню увагу зі сторони медіа-ринку цьому періоду в історії держави.
Комікс складається з трьох взаємопов'язаних історій. Події розгортаються у альтернативному світі, в якому Українська Держава зберігає свої позиції та змінює хід світової історії. Під блискучим керівництвом гетьмана Павла Скоропадського країна стрімко розвивається. Однак, більшовицьке зло насувається на Європу, застосовуючи містичні секти та демонічних потвор на фронтах союзників.

## Сюжет

### Перший том
1918 рік. У Києві керівництво УНР планує повернути Крим, окупований більшовиками. Контррозвідник Максим Кривоніс очолює невеликий загін, який за допомоги контрабандистів прямує на потязі в Крим. Його мета полягає в захопленні декількох кораблів (серед них крейсер «Воля») для забезпечення входу союзників до Криму. Дорогою вони опиняються в перестрілці між махновцями та Білою армією. У порту Максим потрапляє в засідку, але виживає. Виявляється, що він — кіборг.
Після повернення Криму УНР укріплює свої позиції в міжнародній політиці. Деякі регіони Росії бажають перейти під протекторат УНР. Тим часом війна проти Росії триває і з фронтів надходять відомості про появу демонічних істот. Академік Володимир Вернадський захоплює декількох чудовиськ. Під час святкування в агентку Агнєшку вселяється привид російської княжни Анастасії Романової та намагається вбити Скоропадського. Ігор Сікорський проганяє привида.
Біля Ростова-на-Дону армія УНР майже перемагає Білих, але зазнає нападу привидів, яких очолює привид царя Миколи II. Агнєшка, що володіє здатністю спілкуватися з мертвими, затримує привида то того, як на нього падає дирижабль. Скоропадський підозрює, що це було тільки відвернення уваги від чогось важливішого.
На Київ нападає величезний робот Червоної армії та армія зомбі. Ленін, який дистанційно пілотує робота, захоплює Михайла Грушевського та вимагає приєднання УНР до РСФСР. Але Грушевський виводить робота з ладу за допомогою пристрою, схованого в томі «Історії України-Руси». Вернадський знищує зомбі винайденою ним плазмовою зброєю. Потім Грушевський, Вернадський і Симон Петлюра виявляють у Києві підпільну лабораторію, де комуністи створювали гібриди людей і тварин за допомогою науки та шумерської магії. В пошуках допомоги делегація УНР вирушає в Єгипет до султана Мехмеда IV.

## Сприйняття
Олексій Шкробинець описав комікс як «якісний треш», де дія розвивається від порівняно реалістичного стимпанку в реаліях України початку XX століття до світу з магією та зомбі. Блогер похвалив якість малюнка, фантазію авторів і динамічний сюжет, водночас зауваживши його неоднорідність. Олексій Шкробинець окремо похвалив, що комікс зображає українську історію героїчно, без традиційного показу українців жертвами.
Вадим Ільїн у часописі «Спільне» розкритикував ігнорування історичної реальності і логіки, однобокість та пропагандистське забарвлення коміксу. Попри те, що герої «Волі» — реальні історичні постаті, лідери УНР і гетьманату з незрозумілих причин перестали бути ворогами та спільно діють проти більшовиків. Прихід більшовиків до влади в Росії пояснюється масовим впливом окультизму, тоді як соціально-економічні причини ігноруються. Звідси висновок, що Україна могла б перемогти лише за допомогою січових стрільців-кіборгів або дивовижної зброї. Тож «Воля» має шляхетну мету — сприяти національній консолідації, але замінює історичну дійсність бажаною альтернативною реальністю, що дуже спрощує чи й зовсім ігнорує складні події українського минулого.
Микита Казимиров у ITC.ua похвалив цікавий всесвіт, гарний малюнок, прагнення авторів до експериментів, вставки з історичними фактами. В той же час зазначив, що вигадана історія мало нагадує реальну, при використанні справжніх дійових осіб. Вадами коміксу він вказав поспішність сюжету й однобокість протиборчих сторін. «Воля» відчувається актуальним твором на тлі повномасштабного вторгнення Росії в Україну, а якість коміксу винятково висока як для незалежного проєкту.

## Екранізації
- «Воля» (англ. The Will) — майбутній український пригодницько-фантастичний дизельпанківський бойовик. Сюжет кінострічки буде лише частково базуватися на однойменному українському коміксі, але головні персонажі будуть узяті з нього.[7]